# Peter Heppner Akustik 2022/23
Bei Peter Heppner Akustik 2022/23 handelt es sich um die siebte eigenständige Solotournee des deutschen Synthiepop-Sängers Peter Heppner.

## Hintergrund
Die Akustiktour 2022/23 war die siebte eigenständige Headliner-Solotournee von Peter Heppner. Es handelte sich hierbei um eine Akustiktour mit Auftritten in Kirchen, Klubs und Theatern. Diese erfolgte in zwei Tourabschnitten. Der erste Tourabschnitt erfolgte im Zeitraum vom 1. September bis zum 14. September 2022 und führte ihn mit seiner Begleitband durch neun deutsche Städte. Der zweite Tourabschnitt begann am 1. September 2023, endet am 17. September 2023 und führte Heppner durch sieben weitere deutsche Städte. Die Akustiktour 2022/23 ist bereits die zweite Akustiktournee von Heppner, bereits in den Jahren 2014 und 2015 ging er mit seiner Band auf eine Akustiktour. Erstmals angekündigt wurde die Tour am 16. Oktober 2019, wenige Monate nach der Beendigung der Confessions & Doubts Tour. Ursprünglich sollte die Konzertreihe bereits im Jahr 2020 starten, musste jedoch aufgrund der COVID-19-Pandemie mehrfach verschoben werden. Zunächst war nur der erste Tourabschnitt geplant, am 16. Dezember 2022 gab Heppner jedoch bekannt, dass die Tour um neun Konzerte im Folgejahr verlängert wird.
Wie schon bei der Akustiktour 2014 spielte Heppner während dieser Akustiktour an zwei aufeinanderfolgenden Abenden in der Dresdner Schauburg. Im Zeiss-Planetarium in Jena spielte er sogar drei Konzerte, in nur zwei Tagen. Am 2. September 2023 spielte er zwei reguläre Akustikkonzerte, einen Tag zuvor erfolgte ein Akustikkonzert, mit einem 360-Grad-Erlebnis. Dieses Konzert fand unter dem Motto „Das besondere Konzert – Zu den Sternen und zurück“ statt.
In 14 der 16 Städte spielte Heppner bereits zuvor als Solokünstler, in Neuruppin und Stralsund gab er seine ersten Konzerte in seiner Karriere. Während der Tour gab er unter anderem sein zehntes Konzert in Leipzig; in keiner anderen Stadt gab er bis dato mehr Solokonzerte. Darüber hinaus gab er sein achtes Konzert in Dresden, sein siebtes in Köln sowie je sein sechstes in Berlin und München. Im Kulturzentrum Backstage spielte Heppner während dieser Konzertreihe sein fünftes Solokonzert. In der Dresdner Schauburg gab er sein insgesamt viertes und fünftes Konzert. In der Bochumer Christuskirche, dem Gruenspan, der Markuskirche in Hannover, dem Potsdamer Nikolaisaal, dem Theaterhaus Stuttgart sowie den Uckermärkischen Bühnen gab er jeweils seine zweiten Solokonzerte.
Als Tourneeveranstalter war das Garbsener Unternehmen Protain Concerts tätig. Auf ein Bühnenbild wurde während dieser Tour verzichtet. Man sah lediglich die Musiker an ihren Instrumenten und in der Mitte Heppner, der auf einem Barhocker Platz nahm, neben ihm ein kleiner Tisch, auf dem ein Aschenbecher und ein Glas Rotwein stand. Ebenso verzichtete man auf ein Vorprogramm.
Am 4. August 2020 wurde bekannt, dass die Konzerte in Berlin und Dresden ausverkauft seien. Am 1. April 2021 gab Heppner bekannt, dass das Hannover-Konzert ebenfalls ausverkauft sei und man Leipzig aufstocken konnte. Anfang Februar 2023, eineinhalb Monate nach Bekanntgabe, waren alle drei Konzerte in Jena ausverkauft.

## Touränderungen
Die Akustiktour 2022 sollte bereits im Jahr 2020 unter dem Titel „Peter Heppner Akustik 2020“ stattfinden, bestätigt wurde dies von Heppner am 16. Oktober 2019 über seine sozialen Medien. Diese sollte ihn ursprünglich mit seiner Liveband zwischen dem 17. September und 27. September 2020 durch neun deutsche Städte führen. Im August 2020 wurde bekannt, dass die Tour aufgrund der COVID-19-Pandemie zunächst um ein halbes Jahr verschoben werden müsse. Die neuen Termine wurden auf den Zeitraum vom 21. April bis 1. Mai 2021 datiert. Am 13. März 2021 gab Heppner bekannt, dass er die Tour erneut um ein halbes Jahr verlegen müsse. Die Tour wurde daraufhin auf den Zeitraum vom 2. Dezember bis 15. Dezember 2021 verschoben. Bei der zweiten Verschiebung mussten die Konzerte in Erfurt und München in andere Lokalitäten umgelegt werden. Das Konzert in Erfurt wurde vom Brettl in die Alte Oper, das Konzert in München von der Freiheitshalle ins Kulturzentrum Backstage verlegt. Darüber hinaus wurde die Tour um ein weiteres, zweites Konzert in der Dresdner Schauburg erweitert. Letztendlich musste die Konzertreihe ein drittes Mal verschoben werden. Im Dezember 2021 wurden schließlich die finalen Termine bekannt gegeben, wobei alle Konzerte und Lokalitäten der vorherigen Verschiebung beibehalten werden konnten.
Ursprüngliche Tour (Ursprünglicher Termin → Neuer Termin)
- Hannover: 17. September 2020[5] → 22. April 2021[6] → 2. Dezember 2021[7] → 2. September 2022[1]
- Erfurt: 18. September 2020 (Brettl)[5] → 24. April 2021[6] → 10. Dezember 2021 (Alte Oper)[7] → 14. September 2022[1]
- Bochum: 19. September 2020[5] → 23. April 2021[6] → 14. Dezember 2021[7] → 6. September 2022[1]
- Stuttgart: 20. September 2020[5] → 27. April 2021[6] → 13. Dezember 2021[7] → 7. September 2022[1]
- München: 22. September 2020 (Freiheitshalle)[5] → 28. April 2021[6] → 11. Dezember 2021 (Backstage)[7] → 9. September 2022[1]
- Leipzig: 23. September 2020[5] → 26. April 2021[6] → 7. Dezember 2021[7] → 10. September 2022[1]
- Dresden: 25. September 2020[5] → 1. Mai 2021[6] → 5. Dezember 2021[7] → 11. September 2022[1]
- Berlin: 26. September 2020[5] → 30. April 2021[6] → 3. Dezember 2021[7] → 3. September 2022[1]
- Hamburg: 27. September 2020[5] → 21. April 2021[6] → 15. Dezember 2021[7] → 1. September 2022[1]

Zusatztermine (Ursprünglicher Termin → Neuer Termin)
- Dresden: 6. Dezember 2021[13] → 12. September 2022[1]

## Begleitband
Die Begleitband von Peter Heppner bestand aus den drei Musikern Achim Färber (Perkussion und Schlagzeug), Carsten Klatte (Gitarre) und Dirk Riegner (Keyboard und Klavier). Es handelt sich dabei um die gleiche Stammbesetzung, die seit dem Start der My Heart of Stone Tour im Jahr 2012 zusammenspielt und somit die fünfte Tour in Folge in unveränderter Besetzung spielt. Klatte und Riegner waren bereits bei der Solo Tour im Jahr 2008, der ersten Solotournee von Heppner, Teil der Begleitband und sind seitdem fester Bestandteil der Liveband Heppners. Klatte war zudem schon fester Bestandteil der Livecrew von Wolfsheim. Schlagzeuger Fäber spielte erstmals bei der Clubtour im Jahr 2010 für Heppner und ist ebenfalls seitdem fester Bestandteil der Liveband.
Bandmitglieder

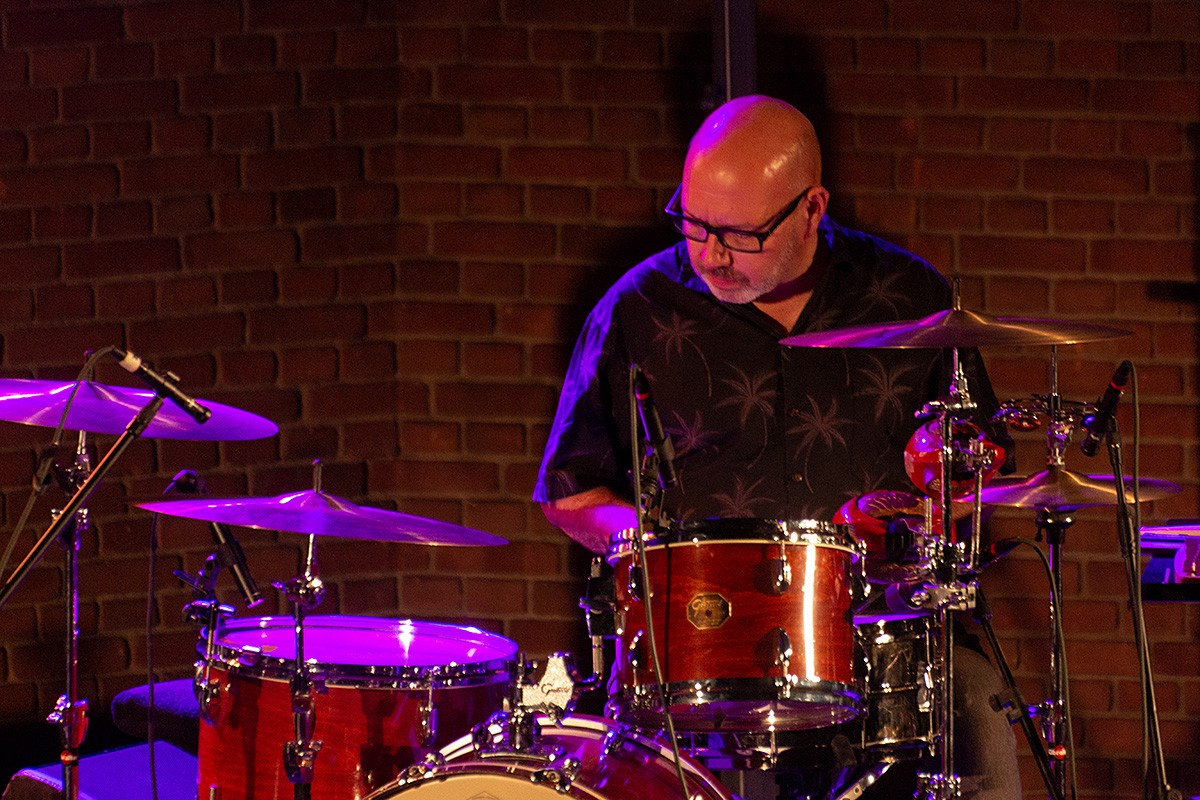
Achim Färber: Perkussion, Schlagzeug
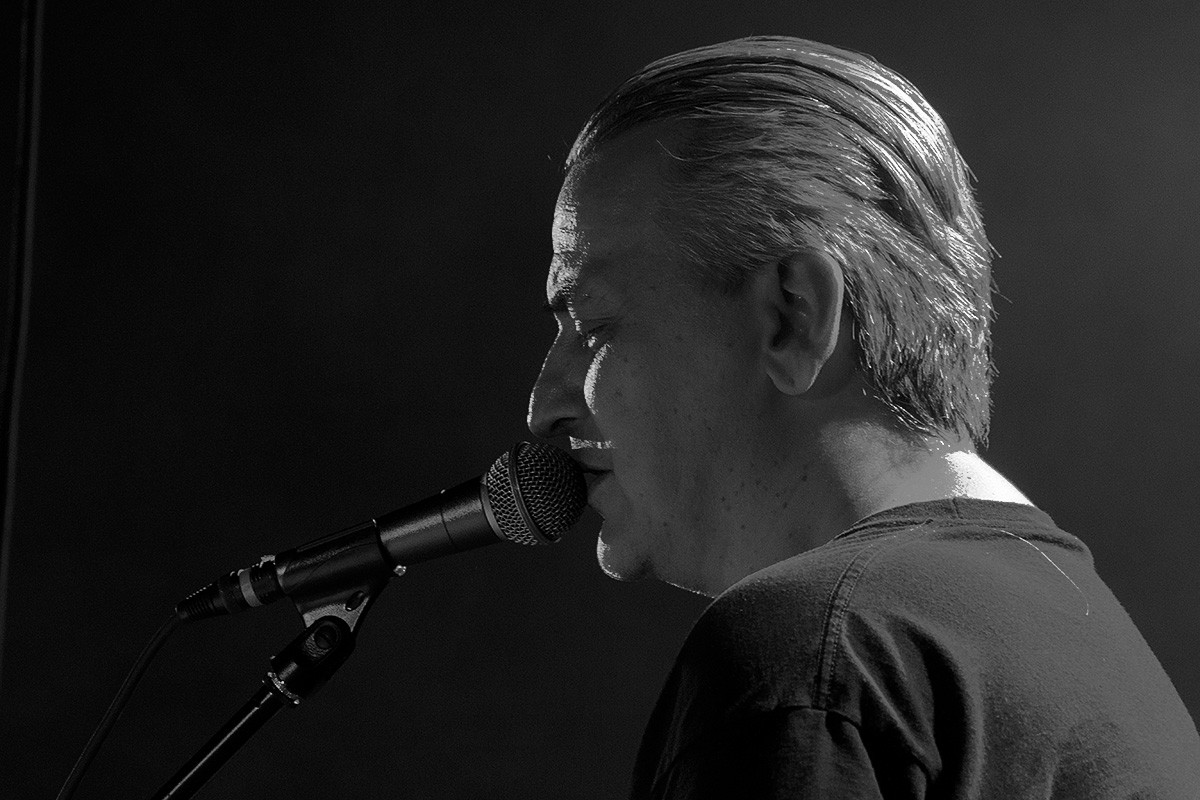
Peter Heppner: Gesang
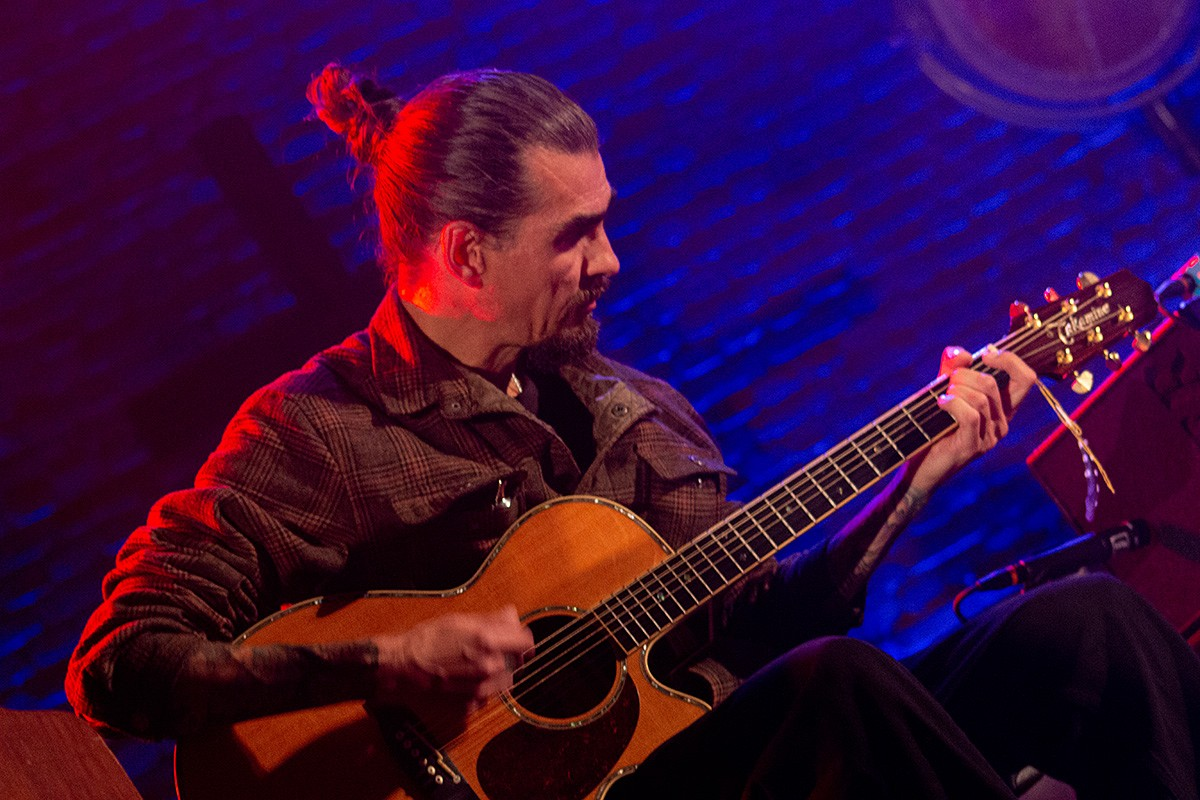
Carsten Klatte: Akustische Gitarre
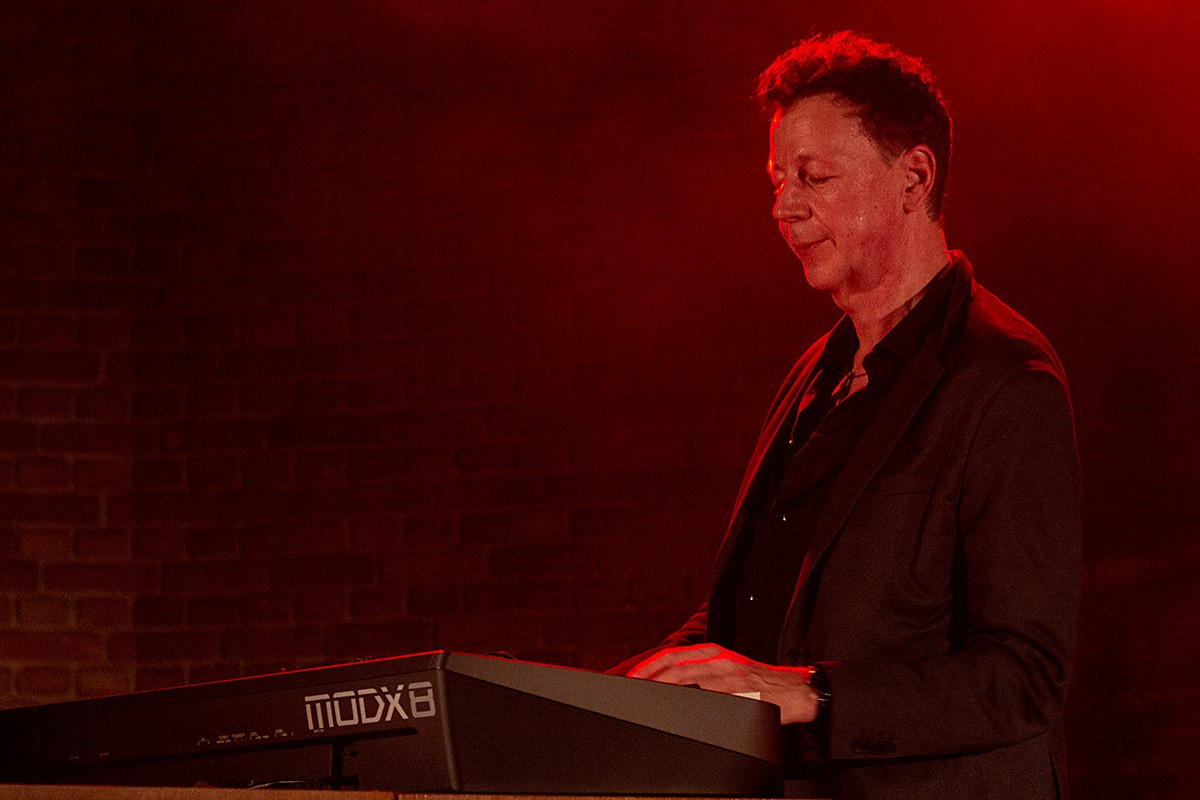
Dirk Riegner: Keyboard, Klavier

## Tourdaten

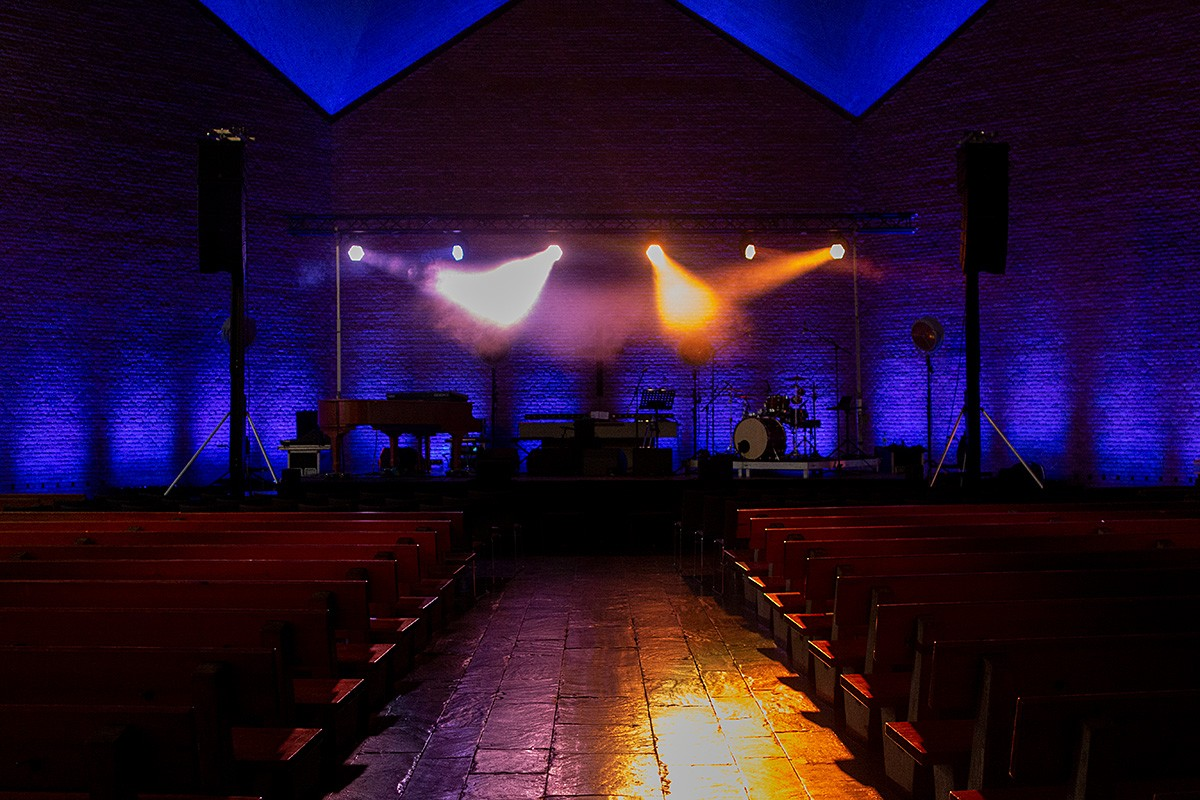
Bühne Christuskirche.

| Datum                 | Stadt        | Veranstaltungsort         | Land        |
| --------------------- | ------------ | ------------------------- | ----------- |
| 1. September 2022     | Hamburg      | Gruenspan                 | Deutschland |
| 2. September 2022     | Hannover     | Markuskirche              | Deutschland |
| 3. September 2022     | Berlin       | Passionskirche            | Deutschland |
| 6. September 2022     | Bochum       | Christuskirche            | Deutschland |
| 7. September 2022     | Stuttgart    | Theaterhaus T2            | Deutschland |
| 9. September 2022     | München      | Kulturzentrum Backstage   | Deutschland |
| 10. September 2022    | Leipzig      | Peterskirche              | Deutschland |
| 11. September 2022    | Dresden      | Filmtheater Schauburg     | Deutschland |
| 12. September 2022    | Dresden      | Filmtheater Schauburg     | Deutschland |
| 14. September 2022    | Erfurt       | Alte Oper                 | Deutschland |
| 1. September 2023     | Jena         | Zeiss-Planetarium         | Deutschland |
| 2. September 2023 (1) | Jena         | Zeiss-Planetarium         | Deutschland |
| 2. September 2023 (2) | Jena         | Zeiss-Planetarium         | Deutschland |
| 8. September 2023     | Neuruppin    | Kulturkirche Fontanestadt | Deutschland |
| 9. September 2023     | Potsdam      | Nikolaisaal               | Deutschland |
| 14. September 2023    | Köln         | Kulturkirche              | Deutschland |
| 15. September 2023    | Mainz        | Frankfurter Hof           | Deutschland |
| 16. September 2023    | Stralsund    | St.-Jakobi-Kirche         | Deutschland |
| 17. September 2023    | Schwedt/Oder | Uckermärkische Bühnen     | Deutschland |

## Setlist
Während der Tour präsentierte Heppner in der Regel, zusammen mit seiner Begleitband, 18 unterschiedliche Titel. Das Hauptprogramm bestand aus 13 Liedern, auf das drei Zugaben mit fünf weiteren Titeln folgten. Die erste Zugabe bestand aus den Titeln Surabaya Johnny und Was bleibt?, die zweite aus den Titeln Herz (Metropolis) und Kein Zurück und zum Abschluss die dritte Zugabe aus dem Titel Ich weiß nicht, zu wem ich gehöre. Gegen Ende des zweiten Tourabschnitts, legte man die ersten beiden Zugaben zusammen. Beim Auftaktkonzert in Hamburg verzichtete man auf die dritte Zugabe. Das Repertoire bestand aus einer reinen Akustikdarbietung.
Die Setlist bestand aus einem Best of von Heppners Solokarriere sowie seiner Karriere mit Wolfsheim. Aus seiner Zeit mit Wolfsheim präsentierte er sieben Titel, darunter das älteste Werk The Sparrows and the Nightingales aus dem Debütalbum No Happy View (1992). Die Lieder Künstliche Welten und Once in a Lifetime sind zwei Singles aus dem vierten Wolfsheim-Album Spectators (1999). Die meisten Wolfsheim-Titel stammen aus dem letzten Studioalbum Casting Shadows (2003). Aus dem Nummer-eins-Album spielte er mit And I …, Care for You und Kein Zurück drei Titel. Bei den Titeln Die Flut (1998), Leben … I Feel You (2003) und Wir sind wir (2004) handelt es sich um Singleauskopplungen, bei denen Heppner im Original mit anderen Musikern zusammenarbeitete und als Gastsänger in Erscheinung trat. Aus dem letzten Doppelalbum Confessions & Doubts/TanzZwang (2018) wurden sechs Titel gespielt, darunter Good Things Break, Herz (Metropolis), Unloveable und Was bleibt? aus dem Studioalbum Confessions & Doubts sowie Once Again und … und ich tanz’ aus dem Remixalbum TanzZwang. Mit Meine Welt wurde ein Lied aus Heppners zweitem Studioalbum My Heart of Stone (2012) gespielt. Einzig aus Heppners Debütalbum Solo (2008) wurde kein Titel während dieser Tour dargeboten.
Das Stück Surabaya Johnny ist eine Coverversion, das Heppner erstmals auf dieser Tour sang. Es wurde im Original von Bertolt Brecht und Kurt Weill für die Theaterkomödie Happy End geschrieben. Die erste Interpretation stammt von der deutschen Schauspielerin Carola Neher aus dem Jahr 1929. Während den Konzerten erzählte Heppner selbst, dass er das Lied schon in seiner Kindheit für dich entdeckt habe, als er es im Radio gehört habe. Er habe es im Laufe der Zeit immer mal wieder für sich entdeckt und wollte es einfach mal auf der Tour „versuchen“ darzubieten. Das Lied Ich weiß nicht, zu wem ich gehöre ist ebenfalls ein Cover, das im Original von Friedrich Hollaender sowie Robert Liebmann geschrieben und von der Schauspielerin Anna Sten für das Filmdrama Stürme der Leidenschaft interpretiert wurde. Das Lied bildete schon den Abschluss während der ersten Akustiktour sowie der Jubiläumstournee 30 Years of Heppner. Beide Lieder erschienen bisweilen nicht auf einem Tonträger Heppers.
Liste der gespielten Lieder während der Tour:
1. Unloveable
2. Care for You
3. Meine Welt
4. Leben … I Feel You
5. Künstliche Welten
6. Once in a Lifetime
7. The Sparrows and the Nightingales
8. And I …
9. Once Again
10. Good Things Break
11. Wir sind wir
12. Die Flut
13. … und ich tanz’

Zugabe 1:
1. Surabaya Johnny
2. Was bleibt?

Zugabe 2:
1. Herz (Metropolis)
2. Kein Zurück

Zugabe 3:
1. Ich weiß nicht, zu wem ich gehöre

## Rezensionen
Marius Meyer von Monkeypress ist der Meinung, dass er während des Konzerts in München viele überraschende Momente erlebt habe. Manchmal, weil man Titel gar nicht auf dem Zettel gehabt habe (Care for You), manchmal weil er mit einer „so gelungenen“ akustischen Umsetzung nicht gerechnet habe. Bei Leben … I Feel You habe beispielsweise das Arrangement überrascht, das er sich so „unelektronisch“ gar nicht habe vorstellen können. Der Abend sei eine „gute Mischung“ aus Stücken seines Solorepertoires, Wolfsheim und der zahlreichen Kollaborationen mit anderen Künstlern gewesen, das was ein Heppner-Konzert ausmache. Eine große Bühnenshow habe man „natürlich“ nicht erwarten dürfen, dies sei jedoch durch die „sympathische“ Band gut ausgeglichen worden, denn es habe eine „sehr entspannte“ Atmosphäre geherrscht, was man auch den Musikern habe ansehen können. Neben „Pflichtmomenten“ (Kein Zurück) habe die Band zudem auch mit Stücken wie dem Surabaya Johnny samt munterer Erklärung begeistert, wie Hepper selbst zu dem Stück kam und der dritten Zugabe mit dem Titel Ich weiß nicht, zu wem ich gehöre. Die stehenden Ovationen seitens des Publikums seien nach diesem Set mehr als verdient gewesen.
Corinna Kirschberg vom Bochumer Stadtspiegel beschrieb die Akustik in der Bochumer Christuskirche als „super“. Als Besonderheit empfand sie, dass auf der Bühne geraucht und Rotwein getrunken wurde. Obwohl man die Musiker „phrenetisch“ gefeiert habe, empfand Kirschberg, das trotzdem etwas gefehlt habe.
Die Ostsee-Zeitung berichtete von einem „begeisterten Publikum“ in der Stralsunder St.-Jakobi-Kirche und bezeichnete Heppner als: „Stiller Star mit großen Emotionen“.
Iryna Kalenska vom E-Zine Reflections of Darkness bewertete das Konzert in Hamburg mit 9,5 von zehn Punkten. Sie ist der Meinung, dass an diesem Abend „echte Magie“ geherrscht hätte. Zu Beginn des Konzertes habe eine solche Stille geherrscht, dass sie Angst gehabt habe, den Auslöser der Kamera zu drücken. Dann seien die Instrumente erklongen, die mit Heppners kristallklarer Stimme verschmolzen seien, was ihre Anspannung gelöst hätte. Heppner habe an diesem Abend das Publikum mit seiner Stimme hypnotisiert und kleine Einblicke auf sich und die Band gewährt. Die Zugabe Surabaya Johnny beschrieb Kalenska als  unerwartete musikalische Überraschung.

## Trivia
Heppner und sein Team hatten bereits für die Akustiktour im Jahr 2021 Tourshirts aufgelegt, aufgrund der Verschiebung der Tour ins Jahr 2022 wurden diese über seinen Online-Shop vertrieben.